# Endless Desire (singolo)
Endless Desire è il terzo singolo del gruppo musicale italiano Sun Eats Hours, primo estratto da The Last Ones. La canzone è stata poi pubblicata nell'EP omonimo dello stesso anno e sarà inclusa nelle raccolte Ten Years e 20 (pubblicata come The Sun).

## Descrizione
Il brano parla della sensazione di sottomissione al desiderio sessuale (il "desiderio senza fine" del titolo), che rischia di schiavizzare l'uomo facendogli perdere la dignità.

## Tracce
Testi e musiche di Francesco Lorenzi.
1. Endless Desire – 2:47

## Video musicale
Il videoclip del brano, diretto da Stefano Bertelli, è stato girato a luglio 2005 e pubblicato in agosto. Nel DVD di Ten Years sono presenti il videoclip e un video in cui il cantante Francesco Lorenzi spiega come è questo è stato girato. L'ambientazione riprende l'atmosfera degli anni Trenta.

## Formazione
Formazione come da libretto.
- Francesco "The President" Lorenzi – voce, chitarra
- Matteo "Lemma" Reghelin – basso, cori
- Riccardo "Trash" Rossi – batteria
- Gianluca "Boston" Menegozzo – chitarra, cori